# الدوري المكسيكي الممتاز 1983-84
الدوري المكسيكي الممتاز 1983-84 (بالإسبانية: Primera División de México 1983-84)‏ هو موسم من الدوري المكسيكي الممتاز. كان عدد الأندية المشاركة فيه 20، وفاز فيه نادي أمريكا.